# Storożewoje (obwód kurski)
Storożewoje (ros. Сторожевое) – wieś (ros. село, trb. sieło) w zachodniej Rosji, centrum administracyjne sielsowietu storożewskiego w rejonie bolszesołdatskim obwodu kurskiego.

## Geografia
Miejscowość położona jest nad rzeką Worobża, 11 km od centrum administracyjnego rejonu (Bolszoje Sołdatskoje), 63 km od Kurska.
W granicach miejscowości znajdują się ulice: Wichrowka, Gołynowka, Zabudowka, Konczanka, Kosinowka, Łancowka, Lesowszczina, Majdan, Mołodiożnaja, Płan, Centralnaja.

## Demografia
W 2010 r. miejscowość zamieszkiwały 333 osoby.